# The Wave – Die Todeswelle
The Wave – Die Todeswelle (Originaltitel: Bølgen; norwegisch für die Welle) ist ein norwegischer Katastrophenfilm aus dem Jahr 2015. Das Filmdrama wurde am 28. August 2015 in den norwegischen Kinos veröffentlicht. Die Handlung basiert auf einem Erdrutsch, der 1934 im norwegischen Tafjorden 40 Menschen tötete. Auch in der Realität beobachten Geologen Felsspalten auf einen drohenden Erdrutsch hin.

## Handlung
Das Ehepaar Kristian und Idun Eikjord wohnt zusammen mit den Kindern Julia und Sondre beim Touristenort Geiranger nahe dem Geirangerfjord. Idun arbeitet in Geiranger im Hotel und Kristian in der geologischen Forschungsstation, die Erdbewegungen in den Felswänden des Fjordes beobachtet. Die Geologen sollen mit ihren Messungen frühzeitig Alarm geben, sofern ein Tsunami durch einen Erdrutsch droht, da die Flutwelle mit ca. 80 Metern Höhe in nur 10 Minuten Geiranger erreichen und vernichten würde. Kristian hat eine neue Arbeitsstelle in der Ölindustrie angenommen und die Familie steht kurz vor dem Umzug nach Stavanger. Am letzten Arbeitstag beunruhigen eintreffende Messergebnisse Kristian. Sein Vorgesetzter deutet die Messwerte jedoch als Ergebnis defekter Sensoren und möchte aus Rücksicht auf die laufende Touristensaison keinen Alarm geben. Er ordnet jedoch eine vermehrte Observation sowie Vor-Ort-Überwachung an.
Julia möchte sich von dem Haus verabschieden und so übernachten sie und Kristian ein letztes Mal in ihrem alten Zuhause. Sondre soll im Hotel übernachten und geht aus Langeweile in den Keller des Hotels, um mit Kopfhörern Skateboard zu fahren.
Als später die Messwerte immer mehr darauf hinweisen, dass tatsächlich etwas nicht in Ordnung ist, schauen sich Kristians Chef Arvid und Jacob, ein Kollege, die Sensoren vor Ort in einer großen Felsspalte an. Dabei stellen sie fest, dass die Sensoren in Ordnung sind, das Grundwasser im Berg enorm gesunken und der ganze Berg in Bewegung ist und tatsächlich ein massiver Erdrutsch und damit die Welle unmittelbar bevorsteht. Arvid und Kristian ordnen an, den Alarm auszulösen, den Margot nach einigem Zögern auslöst. Es tritt dann ein schwerer Felssturz auf, bei dem Arvid getötet wird, Jacob jedoch verletzt überlebt.
Durch den Felssturz in den Fjord entsteht der befürchtete Tsunami. Den Bewohnern von Geiranger bleiben nun etwa 10 Minuten, um sich vor dem Tsunami auf mindestens 80 Meter über dem Fjordpegel zu retten. Da der Evakuierungsalarm jedoch mitten in der Nacht ausgerufen wird, können viele nur mit Mühe davon überzeugt werden, den Ort sofort ohne Gepäck zu verlassen.
Die Bewohner des Hotels sollen mit einem Bus in Sicherheit gebracht werden. Beim Durchzählen der Passagiere muss Idun feststellen, dass Sondre fehlt. Während Idun unter Mithilfe der dänischen Touristen Maria und Philip Poulsen im Hotel nach Sondre sucht, flieht Kristian mit Julia im Auto aus der Gefahrenzone. Da die Evakuierung chaotisch abläuft, verstopfen die fliehenden Bewohner mit ihren Autos schnell die Fluchtstraßen und müssen zu Fuß weiter in die Höhe fliehen. Das Bein ihrer Nachbarin Anna wurde von einem Auto eingeklemmt, also schickt Kristian Julia mit Annas Mann Thomas und deren Tochter Teresa weiter den Berg hoch und schnallt sich und Anna in einem verlassenen Van fest, als die Welle die Autoschlange erfasst.
Die Wucht des Tsunamis tötet viele Menschen im Ort und auf den Straßen und hinterlässt nichts als Zerstörung. Kristian überlebt im Auto, Anna wurde jedoch durch ein Trümmerteil getötet. Julia, Thomas und Teresa haben in größerer Höhe mit einigen anderen überlebt. Kristian begibt sich im verwüsteten Geiranger auf die Suche nach Idun und Sondre. Diese haben sich mit Philip im Luftschutzbunker des Hotels in Sicherheit gebracht, Maria wurde von den ins Hotel eindringenden Wassermassen weggespült. Wasser droht nun den Bunker zu überfluten und die Tür ist durch Trümmer blockiert. In Panik drückt Philip Sondre unter Wasser. Idun ertränkt Philip, um Sondre zu retten. Kristian findet zunächst den zerstörten Bus voller toter Hotelgäste und begibt sich daraufhin ins Hotel. Als er Sondres Rucksack zwischen Trümmern im Hotel findet, verliert er jede Hoffnung und schlägt verzweifelt auf einige Rohrleitungen ein. Idun und Sondre hören das im Keller und antworten mit Klopfen. Kristian rettet seine Familie, indem er Trümmer vor der Bunkertür entfernt. Idun und Sondre können so aus dem Bunker tauchen, auf dem Rückweg droht Kristian zu ertrinken und muss reanimiert werden. Die drei treffen später wieder mit Julia in Ørnesvingen zusammen und die Familie ist wieder vereint und hat überlebt. Der Film endet mit der Aussage, dass diese Ereignisse höchstwahrscheinlich in naher Zukunft passieren werden, nur der Zeitpunkt ist ungewiss.

## Entstehung

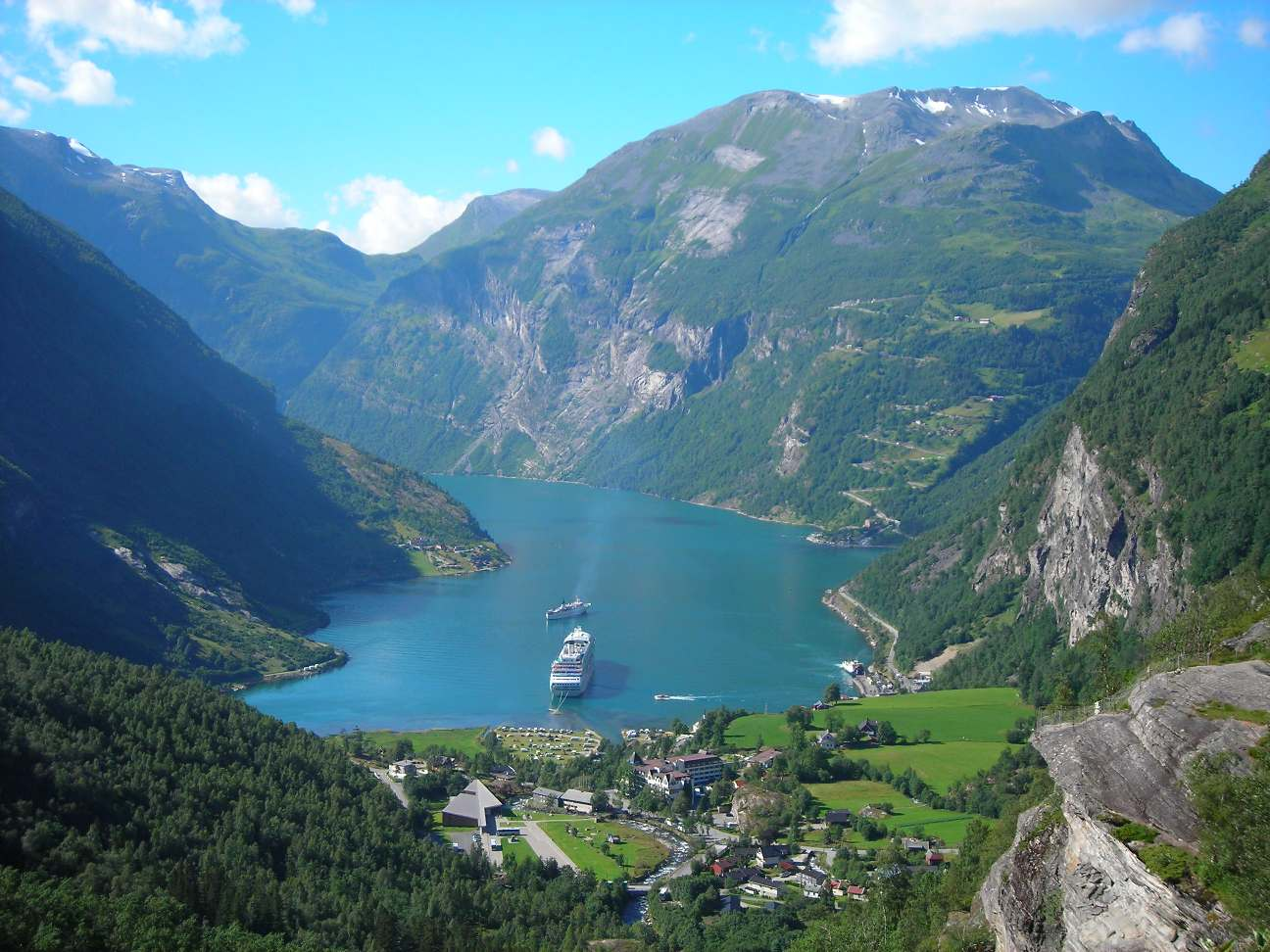
Geiranger, Schauplatz des Filmes

Der Film wurde von „Fantefilm“ mit einem Budget von geschätzten 50 Millionen norwegischen Kronen (5,5 Millionen Euro) produziert. Gedreht wurde in der Gegend des behandelten Geirangerfjords in Norwegen und in den „MediaPro Studios“ in Bukarest in Rumänien. Als Filmverleiher treten Universum Film und „SquareOne Entertainment“ auf.

## Veröffentlichung
Bereits nach fünf Tagen hatten den Film 190.000 Zuschauer in den norwegischen Kinos gesehen.

## Kritik
Der Film-Dienst bewertete den Film mit drei von fünf möglichen Sternen und beurteilte ihn „in der rohen Unmittelbarkeit der entfesselten Naturgewalten“ als überzeugender als seine Hollywood-Vorbilder, „indem er sowohl die physischen als auch die moralischen Herausforderungen der Protagonisten in enorme Höhen treibt. Insgesamt aber wirkt die Handlung dennoch etwas vorhersehbar und schematisch.“

## Fortsetzung
Im Jahr 2018 kam eine Fortsetzung unter dem Titel Skjelvet (deutscher Titel: The Quake – Das große Beben) in die Kinos. Dabei führte John Andreas Andersen Regie.

## Kandidat für Oscar-Nominierung
Der Film wurde als norwegischer Beitrag für die Oscarverleihung 2016 in der Kategorie „Bester fremdsprachiger Film“ eingereicht, erhielt aber keine Nominierung.